# Viv Anderson
Vivian Alexander Anderson (* 29. července 1956, Nottingham) je bývalý anglický fotbalista.
Hrál na postu obránce za různé anglické kluby, hlavně Nottingham Forest. Byl na MS 1982 a 1986 a na ME 1980 a 1988.

## Hráčská kariéra
Viv Anderson hrál na postu obránce za Nottingham Forest, Arsenal, Manchester United, Sheffield Wednesday, Barnsley a Middlesbrough. S Nottinghamem vyhrál 2× PMEZ.
Za Anglii hrál 30 zápasů a dal 2 góly. Byl na MS 1982 a 1986 a na ME 1980 a 1988. Byl prvním černochem, který reprezentovat Anglii. Bylo to 29. listopadu 1978 proti Československu.

## Úspěchy

### Klub
Nottingham Forest
- First Division: 1977–78
- EFL Cup: 1977–78, 1978–79
- PMEZ: 1978–79, 1979–80

Arsenal
- EFL Cup: 1986–87

Manchester United
- FA Cup: 1989–90